# Hugues Ier de Meulan
Hugues Ier fut vicomte de Meulan à la fin du XIe siècle. 

## Biographie
Né aux alentours de 965, il succéda à son père Galéran II. Il est cité comme vicomte de Meulan en 998 et pourrait l'avoir été dès 991, selon les Europaïsche Stammtafelm.
Il épousa Oda de Vexin, fille de Gautier II, comte de Vexin, d'Amiens et de Valois et d'Adèle, et eut :
- Galéran III († 1068), vicomte puis comte de Meulan ;
- Hugues II, vicomte de Vexin ;
- Hellouin, vicomte du Mantois, père d'un Richard de Meulan, cité en 1066.

Il mourut peu après le 25 août 1005.

### Sources
- (de) Detlev Schwennicke, Europäische Stammtafeln, vol. III.4, 1983, p. 700.
- (fr) Comtes de Meulan.